# Cratichneumon austropiceipes
Cratichneumon austropiceipes är en stekelart som beskrevs av Heinrich 1971. Cratichneumon austropiceipes ingår i släktet Cratichneumon och familjen brokparasitsteklar. Inga underarter finns listade i Catalogue of Life.